# ジェレミー・ボキラ
ジェレミー・ロテテカ・ボキラ（Jeremy Loteteka Bokila 、1988年11月14日 - ）は、コンゴ民主共和国・キンシャサ出身のプロサッカー選手。コンゴ民主共和国代表。ポジションは、フォワード。

## 代表歴
2012年11月14日のブルキナファソ戦でコンゴ民主共和国代表初キャップ。
アフリカネイションズカップ2015・チュニジア戦では決勝トーナメント進出に導く同点弾を挙げた。

### ゴール
| # | 開催日         | 会場       | 対戦国           | スコア | 結果 | 試合概要                           |
| - | -------------- | ---------- | ---------------- | ------ | ---- | ---------------------------------- |
| 1 | 2014年9月10日  | ルブンバシ | シエラレオネ     | 2–0    | 2–0  | アフリカネイションズカップ2015予選 |
| 2 | 2014年10月15日 | アビジャン | コートジボワール | 3–1    | 4–3  | アフリカネイションズカップ2015予選 |
| 3 | 2014年10月15日 | アビジャン | コートジボワール | 4–3    | 4–3  | アフリカネイションズカップ2015予選 |
| 4 | 2015年1月26日  | エベビイン | チュニジア       | 1–1    | 1–1  | アフリカネイションズカップ2015     |
| 5 | 2015年1月31日  | バタ       | コンゴ共和国     | 2–2    | 4–2  | アフリカネイションズカップ2015     |
| 6 | 2016年5月25日  | コモ       | ルーマニア       | 1–1    | 1–1  | 親善試合                           |

## タイトル
ペトロルル・プロイェシュティ
- クパ・ロムニエイ: 2012–13

CFRクルジュ
- リーガ1: 2017–18